# Díky za každé nové ráno
Díky za každé nové ráno é um filme de drama tcheco de 1994 dirigido e escrito por Milan Šteindler e Halina Pawlowská. Foi selecionado como represente da República Tcheca à edição do Oscar 1995, organizada pela Academia de Artes e Ciências Cinematográficas.

## Elenco
- Ivana Chýlková - Olga
- Franciszek Pieczka - pai
- Barbora Hrzánová - Lenka
- Alena Vránová - mãe
- Halina Pawlowská - Vasilina
- Milan Šteindler - oficial da StB
- Jiří Langmajer - Honza
- Karel Heřmánek - Orest
- Tomáš Hanák - Lesik
- Petr Čepek - escritor
- Miroslav Etzler - Mirek
- Szidi Tobias - Romka